# 短序山梅花
短序山梅花（学名：Philadelphus brachybotrys）为虎耳草科山梅花属下的一个种。

## 扩展阅读
- 維基物種上的相關：短序山梅花